# Ana Beatriz (futebolista)
Ana Beatriz Paredes Ribeiro (Rio de Janeiro, 25 de Abril de 1996),conhecida como Ana Bê, é uma futebolista brasileira. Atleta de futebol de areia, mais conhecido como Beach Soccer, atua na posição de goleira no Flamengo e na Seleção Brasileira. 

## Carreira
Ana Beatriz já atuou pelo Futebol de Campo sub-17 do Vasco (2011 e 2012), logo depois atuou na equipe profissional do Botafogo também de futebol de campo, em 2013. Em 2019, jogou pelo Boa Vista teve seu primeiro contrato no futebol de areia e desde 2020 atua pelo Flamengo.[carece de fontes?]
Ana Beatriz já representou a seleção brasileira de Beach Soccer e fez parte do elenco campeão da Copa Intercontinental, na Rússia em 2021, e da Neom Cup de 2022, na Arábia Saudita. 
Em janeiro de 2024, Ana Beatriz foi indicada uma das 3 finalistas ao prêmio "Beach Soccer Stars" na categoria melhor goleira. O prêmio elege a melhor goleira de beach soccer do mundo.